# Phil Crump
Phil Crump, właśc. Philip John Crump (ur. 9 lutego 1952 w Mildurze) – australijski żużlowiec.

## Życiorys

### Kariera sportowa
Od połowy lat 70. do końca 80. należał do ścisłej czołówki australijskich żużlowców. Dziesięciokrotnie stawał na podium Indywidualnych Mistrzostw Australii, zdobywając cztery złote (1975, 1979, 1984, 1988) i pięć srebrnych (1976, 1977, 1980, 1981, 1985) medali oraz jeden brązowy (1983).
Był trzykrotnym finalistą Indywidualnych Mistrzostw Świata, największy sukces odnosząc w 1976 r. w Chorzowie, gdzie zdobył brązowy medal. Oprócz tego w 1975 r. zajął w Londynie VI m., a w 1982 w Los Angeles – XIV miejsce. W swoim dorobku posiada również tytuł Drużynowego Mistrza Świata (Londyn 1976) oraz Wicemistrza Świata w Parach (Manchester 1974).

### Życie prywatne
Zięć Neila Streeta i ojciec Jasona Crumpa, również żużlowców.

## Przynależność klubowa
Wielka Brytania
- Crewe Kings (1971)
- King’s Lynn Stars (1972–1973)
- Newport Wasps (1974–1976)
- Bristol Bulldogs (1977–1978)
- Swindon Robins (1979–1986)
- Swindon Robins (1990)

## Osiągnięcia
Indywidualne Mistrzostwa Świata
- 1975 –  Londyn – 6. miejsce – 10 pkt → wyniki
- 1976 –  Chorzów – 3. miejsce – 12 pkt → wyniki
- 1982 –  Los Angeles – 14. miejsce – 4 pkt → wyniki

Drużynowe Mistrzostwa Świata
- 1976 –  Londyn – 1. miejsce – 11 pkt → wyniki

Mistrzostwa Świata Par
- 1974 –  Manchester – 2. miejsce – 14 pkt → wyniki
- 1975 –  Wrocław – 5. miejsce – 10 pkt → wyniki
- 1976 –  Eskilstuna – 4. miejsce – 10 pkt → wyniki
- 1977 –  Manchester – 7. miejsce – 10 pkt → wyniki
- 1979 –  Vojens – 4. miejsce – 13 pkt → wyniki
- 1985 –  Rybnik – 6. miejsce – 5 pkt → wyniki
- 1986 –  Pocking – 9. miejsce – 10 pkt → wyniki

Indywidualne Mistrzostwa Australii
- do uzupełnienia